# II SS Cuerpo Panzer
El II SS Cuerpo Panzer era un cuerpo acorazado de las Waffen-SS alemanas que entró en combate tanto en el Frente Oriental como en el Occidental durante la Segunda Guerra Mundial. Fue comandado por Paul Hausser durante la Tercera batalla de Járkov y la batalla de Kursk en 1943 y por Wilhelm Bittrich en el Frente Occidental en 1944.

## Segunda Guerra Mundial

### 1942 - 1943
El II SS Cuerpo Panzer se formó a partir de la 1.ª División Leibstandarte SS Adolf Hitler, la 2.ª División SS Das Reich y la 3.ª División SS Totenkopf en julio de 1942 como el Cuerpo Panzer SS. En agosto, fue enviado al norte de Francia antes de participar en Operación Anton, la ocupación de la Francia de Vichy en noviembre, durante la cual capturó Tolón. A principios de febrero de 1943, el cuerpo, bajo el mando del SS-Gruppenführer Paul Hausser, se incorporó al Grupo de Ejércitos Sur en Ucrania y participó en la tercera batalla de Járkov.
La unidad pasó a llamarse II SS Cuerpo Panzer en junio de 1943, después de que se creara el I SS Cuerpo Panzer durante ese mismo mes. En julio de 1943, el cuerpo participó en la fallida Operación Ciudadela, encabezando el ataque del 4.º Ejército Panzer en el sector sur. Las tres divisiones de las que estaba compuesto el cuerpo estuvieron involucradas en la batalla de Projorovka al borde de la penetración alemana en el saliente. Después de que la operación fuera cancelada a la luz de su fracaso, se ordenó al cuerpo que se dirigiera al frente italiano en agosto. Sólo una división, la Leibstandarte, terminó siendo trasladada, junto con el personal del cuerpo. Las divisiones restantes permanecieron en el Frente Oriental para hacer frente a las amenazas en desarrollo de la Operación Soviética Belgorod-Khar'kov. La Leibstandarte participó en operaciones para desarmar a las tropas italianas.
Entre el 20 de septiembre y el 20 de noviembre de 1943, el cuerpo llevó a cabo operaciones contra los partisanos yugoslavos para establecer una conexión con el Grupo de Ejércitos F en los Balcanes y asegurar las comunicaciones hacia el este y el norte desde Trieste y Rijeka. En estas operaciones, según el Departamento Médico del Cuartel General del Cuerpo, el cuerpo sufrió pérdidas totales de 936 hombres. Según los autores croatas, en la primera fase contra los partisanos en la península de Istria (Unternehmen Istrien), unas 2.000 partisanos y 2.000 civiles fueron asesinados por las fuerzas alemanas, y 1.200 adicionales fueron arrestados, y unos 400 transportados a campos de concentración. En noviembre de 1943, la Leibstandarte regresó a la Unión Soviética, quedando el cuerpo en Eslovenia, Istria y el norte de Italia.

### 1944 - 1945
En enero de 1944, se ordenó al cuerpo que se trasladara a la zona de Alenzón, en Francia, para reacondicionarse.
A finales de marzo y principios de abril de 1944, el cuerpo, junto con otros refuerzos, fue enviado desde Francia al Frente Oriental, donde desempeñó el papel principal en el desbloqueo del 1.º Ejército Panzer rodeado en la bolsa de Kamenets-Podolsky. Fue la primera gran transferencia de fuerzas de Francia al Este desde la creación de la Directiva 51 del Führer, que ya no permitía traslados de tropas del oeste al este.
Después de rescatar la mayor parte del 1.° Ejército Panzer, el cuerpo participó en el intento de rescatar a parte del 4.° Ejército Panzer atrapado en Ternópil, que fue declarada fortaleza (Festung) por los alemanes. Sin embargo, el Ejército Rojo había preparado defensas allí y la operación de auxilio finalmente fracasó. Después de esto, el cuerpo fue trasladado a la reserva del recién creado Grupo de Ejércitos Ucrania Norte.
A mediados de junio de 1944, el cuerpo participó en la batalla de Normandía, llegando al frente a finales de junio de 1944.
El cuerpo estuvo involucrado en intensos combates contra el 21.º Grupo de Ejércitos británico en la batalla de Caen. Durante este período, el SS-Obergruppenführer Wilhelm Bittrich fue puesto al mando del cuerpo. En agosto de 1944, el cuerpo participó en las batallas de la bolsa de Falaise y sus alrededores. Fue retirado a través de Francia y el 17 de septiembre de 1944, los aliados lanzaron la Operación Market Garden, una ofensiva aérea destinada a capturar el puente sobre el Rin en Arnhem. El cuerpo combatió contra la 1.ª División Aerotransportada británica en la batalla de Arnhem y también contra la 82.ª División Aerotransportada de los Estados Unidos y el XXX Cuerpo británico en Nimega. El Korps sufrió grandes pérdidas en la subsiguiente contraofensiva a principios de octubre contra el saliente aliado en la isla.
En preparación para la batalla de las Ardenas, el cuerpo fue puesto en reserva del 6.º Ejército SS Panzer y desplegado el 21 de diciembre de 1944 cerca de Sankt Vith. Después de que el asalto del norte se detuviera, el cuerpo fue trasladado al sur para participar en el ataque a Bastoña. Las divisiones del cuerpo sufrieron grandes pérdidas en las batallas contra las divisiones aerotransportadas 82.ª y 101.ª. Después del fracaso de la operación, el cuerpo volvió a la defensiva, combatiendo contra las fuerzas estadounidenses en la región de Eifel.
En febrero de 1945, la unidad fue trasladada a Hungría para que participara en una ofensiva para recuperar Budapest y los campos petrolíferos húngaros. El cuerpo participó en la Operación Despertar de Primavera, lanzada cerca del lago Balaton el 6 de marzo de 1945. Después del fracaso de la ofensiva, el cuerpo se retiró, junto con el I SS Cuerpo Panzer y el IV SS Cuerpo Panzer, hacia Viena. Después de que las fuerzas soviéticas capturaran la ciudad, el resto intentó escapar hacia el oeste. Los elementos del cuerpo se rindieron al ejército de los Estados Unidos el 8 de mayo de 1945.

## Comandantes
- SS-Obergruppenführer Paul Hausser (1 de junio de 1942 - 28 de junio de 1944)
- SS-Obergruppenführer Wilhelm Bittrich (10 de julio de 1944 - 9 de mayo de 1945)

## Orden de batalla
Julio de 1943 - Operación Ciudadela
- 1.ª División Leibstandarte SS Adolf Hitler
- 2.ª División SS Das Reich
- 3.ª División SS Totenkopf
- 167.ª División Volksgrenadier

Septiembre de 1943
- 1.ª División Leibstandarte SS Adolf Hitler
- 24.ª División Panzer
- 44.ª División de Granaderos
- 71.ª División de Infantería
- 162.ª División de Infantería Turcomana

Octubre de 1943
- 44.ª División de Granaderos

- 71.ª División de Infantería
- 162.ª División de Infantería Turcomana

Septiembre de 1944 - Operación Market Garden
- 9.ª División Panzer SS Hohenstaufen
- 10.ª División Panzer SS Frundsberg

Marzo de 1945 - Operación Frühlingserwachen
- 102.º Batallón Blindado SS
- 9.ª División Panzer SS Hohenstaufen
- 2.ª División SS Das Reich
- 44.ª División de Granaderos
- 23.ª División Panzer